# Сибгипротранс
ОАО «Сибгипротранс» — компания, основной деятельностью которой является осуществление инженерных изысканий и проектирование объектов транспортного строительства. Основана в 1936 году. Головной офис расположен в Новосибирске.

## История
Сибгипротранс создан в 1936 году и вплоть до 1992 года был частью системы проектно-изыскательских институтов Минтрансстроя СССР. В 1992 году получил регистрацию как открытое акционерное общество по проектированию и изысканиям объектов транспортного строительства ОАО «Сибгипротранс».

## Проекты компании

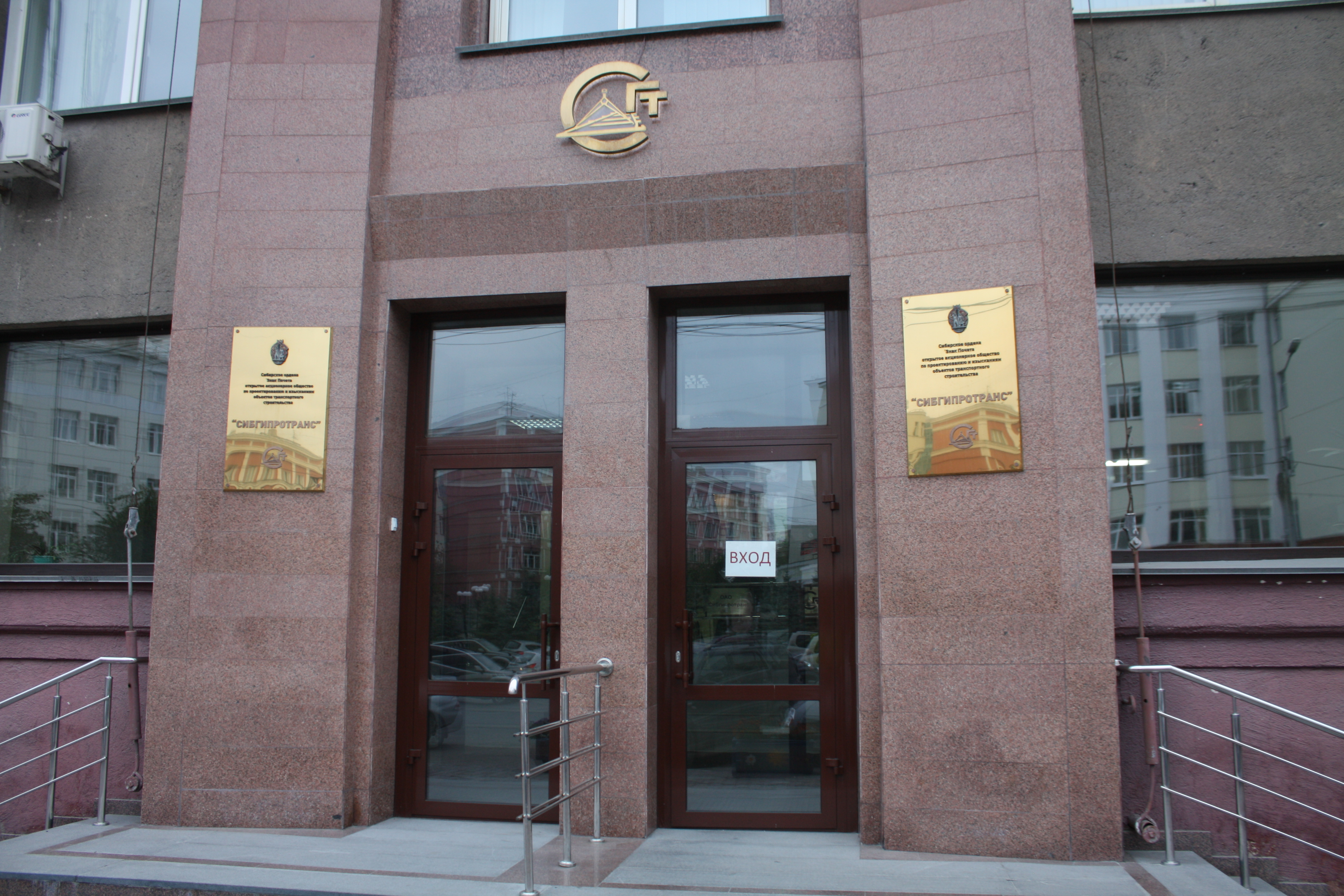

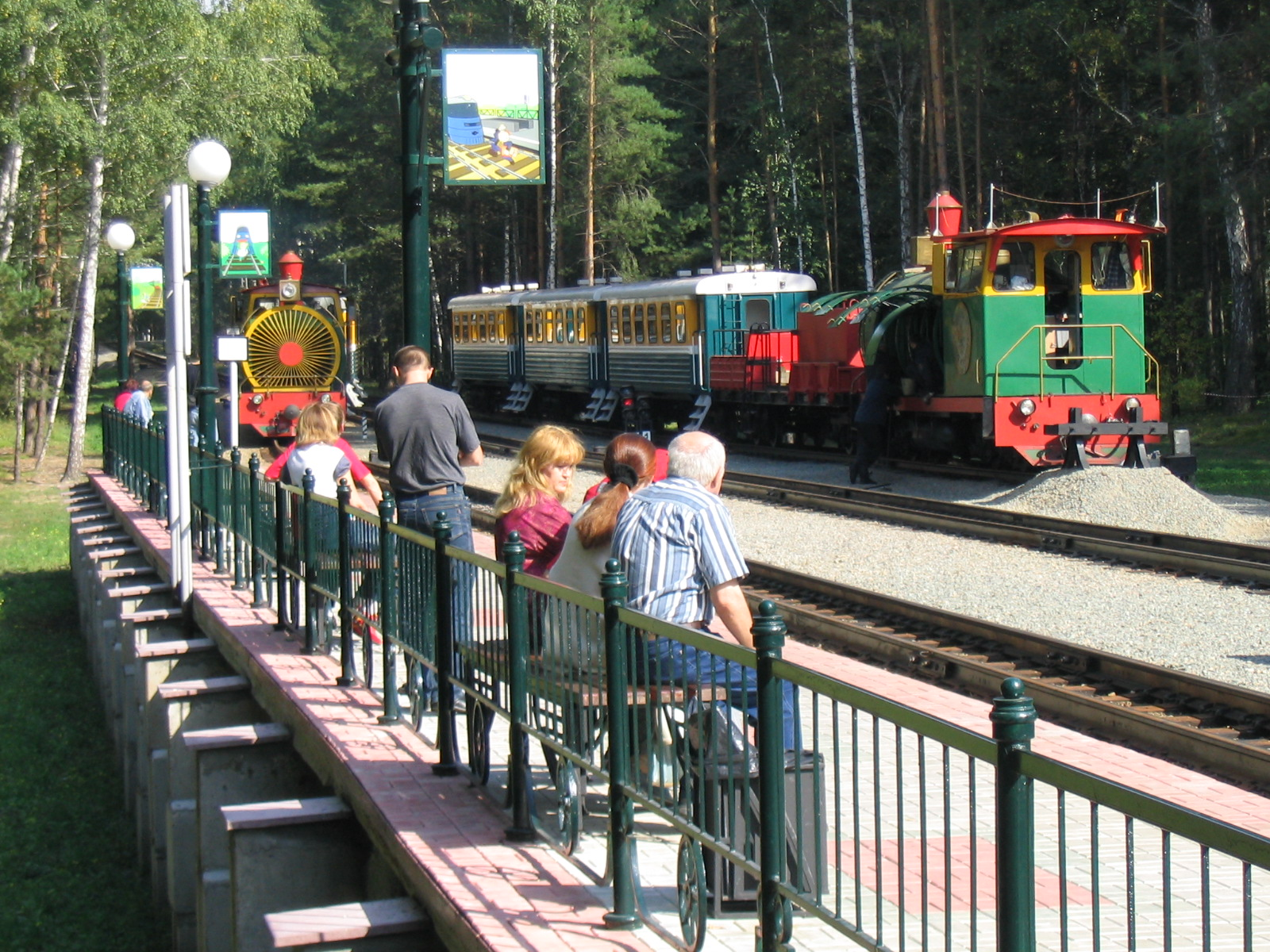
Спроектированная «Сибгипротрансом» Малая Западно-Сибирская железная дорога.

### Построенные проекты
- Адлер — Красная Поляна
- Малая Западно-Сибирская железная дорога
- Автодорожная эстакада по улице Кирова в Новосибирске
- Реконструкция участка автомобильной дороги М 52 в Алтайском крае
- Транспортная развязка с мостом через Иню в Новосибирске.
- Кемеровская детская железная дорога

## Финансовые показатели
Выручка компании
- 2013 год — 1,3 млрд рублей
- 2014 год — 637 млн рублей

Чистая прибыль
- 2013 год — 122,3 млн рублей
- 2014 год — 75,8 млн рублей